# Trippel Trappel dierensinterklaas
Trippel Trappel dierensinterklaas is een Nederlands-Belgische animatiefilm uit 2014 van Abert ’t Hooft en Paco Vink.

## Verhaal
Fretje de fret, Kari de kanarie en wandelende tak Takkie gaan op pad om de verlanglijstjes van hun vriendjes naar Sinterklaas te brengen. Door dapper te zijn en goed samen te werken, lukt het hen - mede dankzij wat hulp van Sinterklaas en de dierenpiet - om ook pakjesavond voor de dieren te regelen.

## Rolverdeling
| Personage | Nederlandse stem      | Vlaamse stem          |
| --------- | --------------------- | --------------------- |
| Fretje    | Hans Somers           | Matteo Simoni         |
| Kari      | Georgina Verbaan      | Tine Van den Wyngaert |
| Takkie    | Reinder van der Naalt | Bruno Vanden Broecke  |
| Bello     | Bartho Braat          | Iwein Segers          |
| Rat       | Kasper van Kooten     | Jakob Beks            |
| Knijn     |                       | William Boeva         |